# Itaú Unibanco
Itaú Unibanco, conocido simplemente como Itaú, es una entidad bancaria y de servicios financieros brasileña con sede en São Paulo, Brasil. Fue formada a través de la fusión del Banco Itaú original y de Unibanco en 2008. Itaú Unibanco es la institución bancaria más grande de Brasil, así como la más grande de América Latina y el sexagésimo nono banco más grande del mundo. El banco cotiza en la B3 (la Bolsa de Valores de São Paulo) y en la NYSE de Nueva York.
Itaú Unibanco tiene operaciones en Brasil, Chile, Colombia, Panamá, Paraguay, Estados Unidos y Uruguay en América, así como en Luxemburgo, Portugal, Suiza y Reino Unido en Europa; y en China, Hong Kong, Japón y los Emiratos Árabes Unidos en Asia. A nivel mundial, tiene más de 33 000 sucursales, de los cuales 4335 están en Brasil, alrededor de 28 000 cajeros automáticos y 55 millones de clientes a nivel mundial.
Itaúsa, la empresa matriz del banco, es un conglomerado brasileño que está clasificado entre las 500 corporaciones más importantes del mundo según la revista Fortune. Fuera de Brasil, Itaú Unibanco tiene oficinas en Asunción, Buenos Aires, Islas Caimán, Dubái, Hong Kong, Lisboa, Londres, Luxemburgo, Montevideo, Nassau, Nueva York, Miami, Santiago de Chile, Shanghai, Tokio y Zúrich.
En 2022, Itaú fue considerada la marca más valiosa de Brasil.

## Historia
El 4 de noviembre de 2008, Banco Itaú y Unibanco anunciaron su fusión, que resultó en Banco Itaú Unibanco. La institución nació con R$ 575 mil millones de reales en activos, un patrimonio neto de alrededor de R$ 51,7 mil millones y una cartera de crédito combinada de R$ 225,3 mil millones. El nuevo banco contaba con 4800 sucursales, que representaban el 18% de la red bancaria del país, y 14,5 millones de cuentahabientes (18% del mercado). En 2008, Itaú Unibanco representaba en términos de volumen de crédito, un 19% del sistema brasileño y un 21% del total de depósitos, fondos y carteras administradas. En el mercado de seguros y pensiones, el nuevo grupo tenía una participación del 17% y 24%, respectivamente. Las operaciones mayoristas (empresariales) totalizaron más de R$ 65 mil millones, atendiendo a más de 2000 grupos económicos en Brasil. En banca privada (gestión patrimonial) se había convertido en el más grande de América Latina, con aproximadamente R$ 90 mil millones en activos bajo gestión. 
El 22 de agosto de 2009, el Banco Itaú Unibanco y la aseguradora Porto Seguro dieron a conocer que habían realizado una alianza comercial,que tiene como objetivo combinar sus operaciones de seguros residenciales y de automóviles e incluye un Acuerdo Operativo en virtud del cual la alianza tendrá acceso exclusivo para ofrecer y distribuir productos de seguros para propietarios de viviendas y vehículos a los clientes de la red de sucursales de Banco Itaú Unibanco en Brasil y Uruguay.
En octubre de 2009, el Banco Itaú fue reconocido como el banco privado más grande de América Latina según el ranking de bancos de la revista AméricaEconomía.
En 2012, se quedó con el 3,6% de las acciones de YPF de Argentina que antes pertenecían al Grupo Petersen.
En junio de 2013, el banco acordó comprar las operaciones de banca minorista de Citibank en Uruguay.
En 2014, el Banco Itaú anunció que se fusionaba con el banco chileno Corpbanca de CorpGroup de Álvaro Saieh. Como resultado de esta fusión, Itaú compró Helm Bank, las operaciones de Corpbanca en Colombia y Panamá, y fue renombrada como Itaú: las sucursales de Helm Bank en Colombia y Panamá comenzaron a cotizar como Itaú el 22 de mayo de 2017.
En 2016, fusiona su filial Banco Itaú Chile con el Banco Corpbanca del mismo país, tomando el control de este último y creando el cuarto banco privado más grande del país conocido como Banco Itaú Corpbanca. La marca comercial sigue siendo Itaú.

## Filiales

### Argentina
Banco Itaú Argentina fue un banco argentino y filial del banco brasileño Itaú Unibanco. Fue fundada en 1998 tras la compra del Banco Del Buen Ayre. En agosto de 2023, el banco fue vendido al grupo Macro por un precio de US$50 millones y renombrada como Macro BMA. 

### Colombia
En agosto de 2012, CorpBanca Chile, compró al banco Santander en Colombia, llamándolo CorpBanca Colombia además de Helm Bank en 2013. Tras la fusión en 2016 de CorpBanca Chile e Itaú Chile, CorpBanca Colombia y Helm Bank comienzan a operar como Itaú Colombia.

### Paraguay

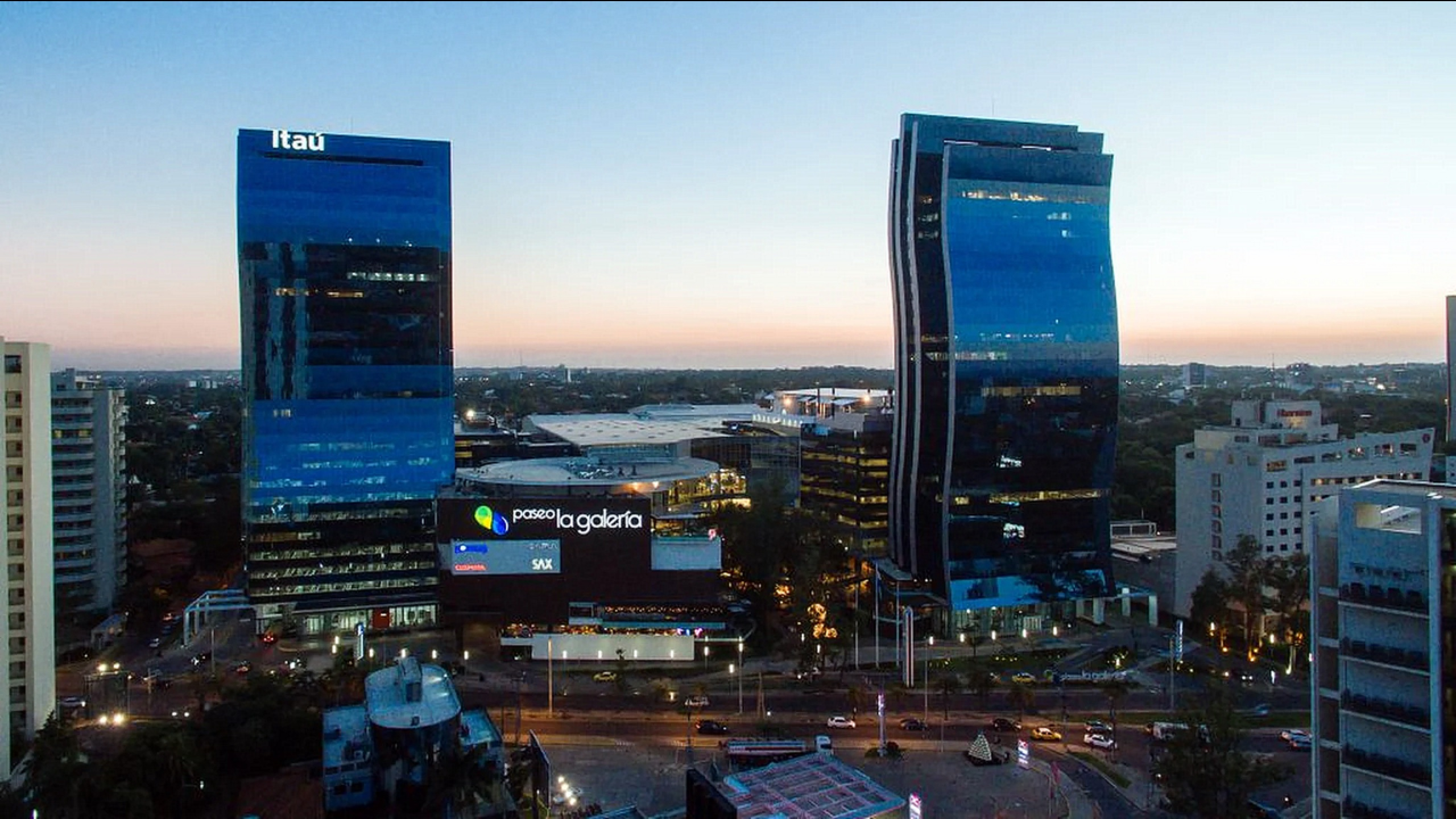
Torres del Paseo, sede del Banco Itaú en la ciudad de Asunción, Paraguay.

Banco Itaú Paraguay S.A. fue fundado en 1978 como Interbanco SA. propiedad del Banco Nacional de Brasil. En 1995 fue adquirida por el Grupo Unibanco. Como resultado de la fusión entre Unibanco y Banco Itaú en 2008, pasó a llamarse Banco Itaú Paraguay S.A en 2010. Itaú es considerado el banco más grande de Paraguay. Jose Britez Infante asumió como CEO a finales de 2020 en reemplazo del brasileño Andre Gailey, es la primera vez que un paraguayo ocupa este cargo.

### Uruguay
Banco Itaú Uruguay S.A. fue fundado en 1978 como The First National Bank of Boston Sucursal Uruguay, posteriormente en 1997 modificó su nombre a BankBoston N.A. En 2006 Banco Itaú compró las operaciones al Bank of America N.A. el cual contaba con los activos de BankBoston en Uruguay.

## Servicios, segmentación y áreas de negocio
- Itaú
- Itaú Personnalité
- Poder público
- Unidad de persona jurídica
- Itaú Empresas
- Institucional
- Itaú Personal Bank
- Itaú Private Bank
- Taií
- Itaú BBA
- Itu (Chile)
- RappiCard Itaú Chile (hasta 2024)